# فهرست کتاب‌های منتخب کتاب سال جمهوری اسلامی ایران
این مقاله فهرستی از کتاب‌های منتخب کتاب سال جمهوری اسلامی ایران است.
| عنوان کتاب                                                                                      | مولف                                                                              | دوره               |
| التحقیق فی کلمات القرآن الکریم                                                                  | حسن مصطفوی                                                                        | اولین(1362)        |
| پژوهشی در تاریخ قرآن کریم                                                                       | محمد باقر حجّتی                                                                    | اولین              |
| تفسیر جوامع الجامع                                                                              | امین الدین ابوعلی الفضل بن الحسن الطبرسی                                          | اولین              |
| مستدرک الاخبار الدخیله                                                                          | حاج شیخ محمد تقی شوشتری                                                           | اولین              |
| الحیاه                                                                                          | محمد رضا حکیمی، محمد حکیمی، علی حکیمی                                             | اولین              |
| عوالی اللئالی العزیزیة فی الاحادیث الدینیة                                                      | محمد بن علی بن ابراهیم الاحسائی-ابن ابی جمهور                                     | اولین              |
| تاریخ پیامبر اسلام                                                                              | محمد ابراهیم آیتی                                                                 | اولین              |
| شرح منظومه                                                                                      | مرتضی مطهری                                                                       | اولین              |
| رستنی های ایران، فلور گیاهان آوندی (جلد دوم)                                                    | صادق مبیّن                                                                         | اولین              |
| سوختگی ها (جلد دوم)                                                                             | امیر حسین کلانتری                                                                 | اولین              |
| فیزیولوژی پزشکی                                                                                 |                                                                                   | اولین              |
| مواد و فرایندهای تولید                                                                          |                                                                                   | اولین              |
| تحلیل سازه ها                                                                                   |                                                                                   | اولین              |
| تئوری اعداد (جلدهای دوم و سوم)                                                                  | غلامحسین مصاحب                                                                    | اولین              |
| اصول آتشفشان شناسی                                                                              | علی درویش زاده                                                                    | اولین              |
| فیزیولوژی گیاهی 2، تمایز در گیاهان                                                              | حسن ابراهیم زاده                                                                  | اولین              |
| گیاه شناسی (جلد دوم)                                                                            | ویلسون، لومیس، ستیوز                                                              | اولین              |
| فیزیک عمومی (جلد اول)                                                                           | مارچلو آلو نسو- ادوارد جی.مین                                                     | اولین              |
| تاریخ قرآن                                                                                      | محمد رامیار                                                                       | دومین(1363)        |
| کتاب الامالی للشیخ المفید                                                                       |                                                                                   | دومین              |
| معادشناسی                                                                                       | محمد حسین طهرانی                                                                  | دومین              |
| زمین در فقه اسلامی                                                                              | حسین مدرّسی طباطبایی                                                               | دومین              |
| کتاب الخلاف للشیخ الطوسی (6 جلد) فاقد ج 1                                                       |                                                                                   | دومین              |
| کتاب مجمع الفائده و البرهان فی شرح ارشاد الاذهان للفقیه المحقق المولی احمد... (14 جلد) فاقد ج 1 |                                                                                   | دومین              |
| اصول آنالیز ریاضی                                                                               | والتر رودین                                                                       | دومین              |
| شیمی معدنی (جلد 2)                                                                              | علی اکبر ر ئیس شبری و محمد رضا ملاردی                                             | دومین              |
| دگر ریختی فلات قاره ای ایران زمین                                                               | مانو ئل بِربِریان                                                                   | دومین              |
| تشریح سر و گردن و اعصاب مغزی                                                                    | یوسف محمّدی                                                                        | دومین              |
| تشخیص و درمان طبی بیماری ها                                                                     |                                                                                   | دومین              |
| عنوان کتاب                                                                                      | مولف                                                                              | دوره               |
| سیستم مخابرات الکترونیکی (جلد ا1 و 2)                                                           | جرج کندی                                                                          | دومین              |
| مقاومت مصالح (جلد دوم)                                                                          | س. پ. تیموشنکو/جیمز. م. گیر                                                       | دومین              |
| تاریخ ادبیات زبان عربی                                                                          | حنّا الفاخوری                                                                      | دومین              |
| شناختی تازه از سعدی همراه با متن مصحح و معرب اشعار عربی سعدی و ترجمه...                         | جعفر مؤیّد شیرازی                                                                  | دومین              |
| مغازی (تاریخ جنگ های پیامبر)                                                                    | محمّد بن عمر واقدی                                                                 | دومین              |
| تاریخ تمدن اسلامی در قرن چهارم هجری                                                             | آدام مِتز                                                                          | دومین              |
| اندیشه سیاسی در اسلام معاصر                                                                     | حمید عنایت                                                                        | دومین              |
| تاریخ فلسفه (یونان و روم)                                                                       | فردریک چارلز کاپلستون                                                             | دومین              |
| سیستم مخابرات الکترونیکی (جلد ا1 و 2)                                                           | جرج کندی                                                                          | دومین              |
| مقاومت مصالح (جلد دوم)                                                                          | س. پ. تیموشنکو/جیمز. م. گیر                                                       | دومین              |
| تاریخ ادبیات زبان عربی                                                                          | حنّا الفاخوری                                                                      | دومین              |
| شناختی تازه از سعدی همراه با متن مصحح و معرب اشعار عربی سعدی و ترجمه...                         | جعفر مؤیّد شیرازی                                                                  | دومین              |
| مغازی (تاریخ جنگ های پیامبر)                                                                    | محمّد بن عمر واقدی                                                                 | دومین              |
| تاریخ تمدن اسلامی در قرن چهارم هجری                                                             | آدام مِتز                                                                          | دومین              |
| اندیشه سیاسی در اسلام معاصر                                                                     | حمید عنایت                                                                        | دومین              |
| تاریخ فلسفه (یونان و روم)                                                                       | فردریک چارلز کاپلستون                                                             | دومین              |
| سیستم مخابرات الکترونیکی (جلد ا1 و 2)                                                           | جرج کندی                                                                          | دومین              |
| مقاومت مصالح (جلد دوم)                                                                          | س. پ. تیموشنکو/جیمز. م. گیر                                                       | دومین              |
| تاریخ ادبیات زبان عربی                                                                          | حنّا الفاخوری                                                                      | دومین              |
| شناختی تازه از سعدی همراه با متن مصحح و معرب اشعار عربی سعدی و ترجمه...                         | جعفر مؤیّد شیرازی                                                                  | دومین              |
| مغازی (تاریخ جنگ های پیامبر)                                                                    | محمّد بن عمر واقدی                                                                 | دومین              |
| تاریخ تمدن اسلامی در قرن چهارم هجری                                                             | آدام مِتز                                                                          | دومین              |
| اندیشه سیاسی در اسلام معاصر                                                                     | حمید عنایت                                                                        | دومین              |
| تاریخ فلسفه (یونان و روم)                                                                       | فردریک چارلز کاپلستون                                                             | دومین              |
| تاریخ ادبیات زبان عربی                                                                          | حنّا الفاخوری                                                                      | دومین              |
| شناختی تازه از سعدی همراه با متن مصحح و معرب اشعار عربی سعدی و ترجمه...                         | جعفر مؤیّد شیرازی                                                                  | دومین              |
| مغازی (تاریخ جنگ های پیامبر)                                                                    | محمّد بن عمر واقدی                                                                 | دومین              |
| تاریخ تمدن اسلامی در قرن چهارم هجری                                                             | آدام مِتز                                                                          | دومین              |
| اندیشه سیاسی در اسلام معاصر                                                                     | حمید عنایت                                                                        | دومین              |
| عنوان کتاب                                                                                      | مولف                                                                              | دوره               |
| تاریخ فلسفه (یونان و روم)                                                                       | فردریک چارلز کاپلستون                                                             | دومین              |
| منتهی الجمان فی الاحادیث الصحاح و الحسان                                                        | شهید ثانی                                                                         | سومین(1364)        |
| التعزیر (انواع و ملحقاته)                                                                       | لطف الله صافی گلپایگانی                                                           | سومین              |
| اتحاد عاقل به معقول                                                                             | حسن حسن زاده آملی                                                                 | سومین              |
| تعلیقه علی نهایه الحکمه                                                                         | محمد تقی مصباح یزدی                                                               | سومین              |
| فیزیک (جلد اول)                                                                                 | دیوید هالیدی و رابرت رزنیک                                                        | سومین              |
| مبانی شیمی معدنی                                                                                | اف. آلبرت کاتن و جفری ویلکینسون                                                   | سومین              |
| قارچ شناسی پزشکی                                                                                | شهلاشادزی                                                                         | سومین              |
| خیال دیو                                                                                        | ابراهیم تقو ی                                                                     | سومین              |
| اصول اپیدمیولوژی                                                                                | جودیت س. مازنر، آنیتاک ، بان.                                                     | سومین              |
| تکنولوژی فشار قوی‌الکتریکی                                                                       | محمد قلی محمدی و بیژن بهمنیان                                                     | سومین              |
| سوزنی برگان                                                                                     | کریم جوانشیر                                                                      | سومین              |
| مولانا جلال الدین، زندگانی، فلسفه، آثار و گزیده ای از آن ها                                     | عبدالباقی گو لپینارلی                                                             | سومین              |
| مثنوی (دفتر سوم)                                                                                |                                                                                   | سومین              |
| ضد خاطرات                                                                                       | جلال الدین محمد بلخی (به کوشش محمد استعلامی)                                      | سومین              |
| مرزبان نامه                                                                                     | بازنگاشتهٔ سعد الدین وراوینی                                                       | سومین              |
| موج                                                                                             | مارگارت هوجز                                                                      | سومین              |
| اسناد و مکاتبات سیاسی ایران(دوره)                                                               | عبدالحسین نوایی                                                                   | سومین              |
| علم اخلاق اسلامی                                                                                | ترجمهٔ جامع السّعادات ملا مهدی نراقی                                                | چهارمین(1365)      |
| سیره و قیام زید بن علی (ع)                                                                      | حسین کریمان                                                                       | چهارمین            |
| سر نی (نقد و شرح تحلیلی و تطبیقی مثنوی)                                                         | عبدالحسین زریّن کوب                                                                | چهارمین            |
| رمز و داستان های رمزی در ادب فارسی                                                              | تقی پور نامداریان                                                                 | چهارمین            |
| خون نامهٔ خاک                                                                                    | نصرالله مردانی                                                                    | چهارمین            |
| پتروشیمی                                                                                        | حسن دبیری اصفهانی                                                                 | چهارمین            |
| روسازی راه                                                                                      | امیر محمّد طباطبایی                                                                | چهارمین            |
| الکترونیک قدرت                                                                                  | هانس رودی بولر                                                                    | چهارمین            |
| مختصر روان پزشکی                                                                                | لینفورد ریس                                                                       | چهارمین            |
| بیماری های ماهیان پرورشی                                                                        | بابا مخیّر                                                                         | چهارمین            |
| جامعه روستایی و نیازهای آن                                                                      | فرامرز رفیع پور                                                                   | چهارمین            |
| حقوق مدنی (بخش سوم عقود معین)                                                                   | ناصر کاتوزیان                                                                     | چهارمین            |
| ناتوانی های یادگیری                                                                             | اکبر فریار و فریدون رخشان                                                         | چهارمین            |
| الأمثال و الحکم المستخرجه من نهج البلاغه                                                        | محمد غروی                                                                         | پنجمین(1366)       |
| عنوان کتاب                                                                                      | مولف                                                                              | دوره               |
| مستدرک الوسائل و مستنبط المسائل                                                                 | میرزا حسین نوری طبرسی                                                             | پنجمین             |
| المهذب البارع فی شرح المختصر النافع (5 جلد)                                                     | جمال الدین ابو العباس احمد بن محمد بن فهد الحلی                                   | پنجمین             |
| زندگی علی بن الحسین (ع)                                                                         | سید جعفر شهیدی                                                                    | پنجمین             |
| جغرافیای اجتماعی شهرها                                                                          | حسین شکویی                                                                        | پنجمین             |
| الأعلاق النفیسه                                                                                 | احمد بن عمر بن رُسته                                                               | پنجمین             |
| زبان های خاموش                                                                                  | یوهانس فریدریش                                                                    | پنجمین             |
| شیمی آلی آزمایشگاهی (آرگانیکم)                                                                  | شوتلیک                                                                            | پنجمین             |
| مکانیک خاک                                                                                      | کامبیز بهنیا و امیر محمد طباطبایی                                                 | پنجمین             |
| ریسندگی چرخانه ای                                                                               | هوشمند بهزادان و ابوالقاسم طاهری عراقی                                            | پنجمین             |
| مهندسی ارتباطات دور                                                                             | راجرل. فریمن                                                                      | پنجمین             |
| آفات فراورده های انباری و روش های مبارزه                                                        | ابراهیم باقری زنوز                                                                | پنجمین             |
| حسابداری اقتصادی                                                                                | حسن گلریز                                                                         | پنجمین             |
| فرهنگ لاروس                                                                                     | خلیل جرّ                                                                           | پنجمین             |
| دراسات فنیه فی قصص القرآن                                                                       | محمود بستانی                                                                      | ششمین(1367)        |
| مفاخر اسلام                                                                                     | علی دوانی                                                                         | ششمین              |
| دراسات فی ولایه الفقیه و فقه الدوله الاسلامیه(2ج)                                               | حسینعلی منتظری                                                                    | ششمین              |
| جامع المقاصد فی شرح القواعد (2 جلد)                                                             | شیخ علی بن الحسین کرکی(محقق ثانی)                                                 | ششمین              |
| پیکار صفین (2 جلد)                                                                              | نصربن مزاحم منقری                                                                 | ششمین              |
| از آستارا تا استارباد (5 جلد)                                                                   | منوچهر ستوده                                                                      | ششمین              |
| حافظ نامه (3 جلد)                                                                               | بهاءالدین خرمشاهی                                                                 | ششمین              |
| شیوه های نقد ادبی                                                                               | دیوید دیچز                                                                        | ششمین              |
| جامع الالحان                                                                                    | عبدالقادر بن غیبی الحافظ المراغی                                                  | ششمین              |
| اصول آنالیز حقیقی                                                                               | ربرت جی. بارتل                                                                    | ششمین              |
| اصول پی جویی، اکتشاف و ارزیابی ذخایر معدنی                                                      | حسن مدنی                                                                          | ششمین              |
| بیماری سل (دو نسخه)                                                                             | علی اکبر ولایتی                                                                   | ششمین              |
| اصول مقدماتی بیماری های روماتیسمی                                                               | رادنون جرالد ، شوما خراچ . رالف و زو یفلر ج. ناپتان.                              | ششمین              |
| تحلیل سازه ها                                                                                   | محمد رضا اخوان لیل آبادی و شاپور طاحونی                                           | ششمین              |
| سیستم های کنترل نوین                                                                            | ریچارد سی. دُرف                                                                    | ششمین              |
| جنبه های فیزیولوژیکی زراعت دیم                                                                  | یو . اس. گوپتا                                                                    | ششمین              |
| مقدمه ای بر شناخت ایل ها، چادرنشینان و طوایف عشایری ایران (2 جلد)                               | ایرج افشار سیستانی. (بی جا)                                                       | ششمین              |
| قلمرو مرزهای منطق صوری                                                                          | ریچارد جفری،                                                                      | ششمین              |
|                                                                                                 |                                                                                   |                    |
| رگرسیون چند متغیری در پژوهش رفتاری (2نسخه)                                                      | فرد ان. کرلینجر(و) الازار جی. پدهازور                                             | ششمین              |
| فرهنگ گیل و دیلم                                                                                | محمود پاینده (لنگرودی)                                                            | ششمین              |
| مدخل تاریخ شرق اسلامی                                                                           | ژان سواژه                                                                         | ششمین              |
| کتابشناسی حافظ                                                                                  | مهرداد نیکنام                                                                     | هفتمین(1368)       |
| المعجم المفهرس لالفاظ الاصول من الکافی                                                          | علیرضا برازش                                                                      | هفتمین             |
| تمهیدات (دو نسخه)                                                                               | ایمانوئل کانت                                                                     | هفتمین             |
| استدلال آماری در علوم رفتاری                                                                    | ریچارد ج. شیولسون                                                                 | هفتمین             |
| تفصیل وسائل الشیعه الی تحصیل مسائل الشریعه                                                      | محمد بن الحسن الحّر العاملی                                                        | هفتمین             |
| فلسفه علوم اجتماعی                                                                              | آلن راین                                                                          | هفتمین             |
| حقوق بین‌المللی کار                                                                              | عزت الله عراقی                                                                    | هفتمین             |
| اصول تجزیه دستگاهی (جلد 2)                                                                      | داگلاس اسکوگ، دونالدوست                                                           | هفتمین             |
| پترولوژی تجربی و کاربردهای آن                                                                   | علی درویش زاده                                                                    | هفتمین             |
| نخستین درس در جبر مجرد (جلد 2)                                                                  | جان ب. فرالی.                                                                     | هفتمین             |
| نظریه آمار (جلد 1)                                                                              | برنارد و . لیندگرن                                                                | هفتمین             |
| احیای مستقیم (جلد 2)                                                                            | ناصر توحیدی                                                                       | هفتمین             |
| تئوری ارتعاشات و کاربرد آن در مهندسی (جلد 2)                                                    | منصور نیکخواه بهرامی                                                              | هفتمین             |
| طراحی سازه های بتن مسلح (جلد 1)                                                                 | شاپور طاحونی                                                                      | هفتمین             |
| برنامه ربزی شبکه ای                                                                             | روبرت ب. هریس                                                                     | هفتمین             |
| خطوط، امواج و آنتن ها                                                                           | براون و شارپ، هیوز، پست                                                           | هفتمین             |
| قنات سازی و قنات داری                                                                           | عبدالکریم بهنیا                                                                   | هفتمین             |
| اصول علم بلاغت در زبان فارسی                                                                    | غلامحسین رضا نژاد                                                                 | هفتمین             |
| نخستین رویارویی های اندیشه گران ایران با دورویه تمدن بورژوازی غرب                               | عبدالهادی حائری                                                                   | هفتمین             |
| فارسنامهٔ ناصری                                                                                  | حسن حسینی فسائی                                                                   | هفتمین             |
| شهرهای ایران در روزگار پارتیان و ساسانیان                                                       | ن. پیگولو سکایا                                                                   | هفتمین             |
| المعجم الاحصائی لالفاظ القرآن الکریم (فرهنگ آماری کلمات قرآن کریم)                              | محمد روحانی                                                                       | هشتمین(1369)       |
| فلسفه کانت                                                                                      | اشتفان کورنر                                                                      | هشتمین             |
| شرح حکمت متعالیه اسفار اربعه (بخش یکم از جلد ششم)                                               | عبدالله جوادی آملی                                                                | هشتمین             |
| درآمدی به منطق جدید                                                                             | ضیاء موحّد                                                                         | هشتمین             |
| ساخت، پدیدآیی و تحول شخصیت                                                                      | ر. مای لی                                                                         | هشتمین             |
| نهج البلاغه                                                                                     | جعفر شهیدی                                                                        | هشتمین             |
|                                                                                                 |                                                                                   |                    |
| منیه المرید فی ادب المفید و المستفید                                                            | زین الدین بن علی العاملی معروف به شهید ثانی                                       | هشتمین             |
| انس التائبین                                                                                    | مشهور به ژند ه پیل                                                                | هشتمین             |
| حقوق اساسی و نهادهای سیاسی (جلد اول) دو ن                                                       | ابوالفضل قاضی                                                                     | هشتمین             |
| درآمدی بر جامعه شناسی زبان                                                                      | یحیی مدرسی                                                                        | هشتمین             |
| زبان شناسی عملی، بررسی گویش قاین                                                                | رضا زمردیان                                                                       | هشتمین             |
| جزء و کل (دو نسخه)                                                                              | ورنر هایزنبرگ                                                                     | هشتمین             |
| طرح فیزیک هاروارد (شش جلد)                                                                      | هولتون ، راذرفورد، واتسون                                                         | هشتمین             |
| مفتاح الطب و منهاج الطلاب (کلید دانش پزشکی و برنامه دانشجویان آن)                               | ابوالفرج علی بن الحسین بن هندو                                                    | هشتمین             |
| تب روماتیسمی و بیماری های دریچه ای قلب                                                          | محمد دانش پژوه                                                                    | هشتمین             |
| متالورژی مس                                                                                     | حکمت رضوی زاده و رامز وقار                                                        | هشتمین             |
| آشنایی با میکروویو (جلد اول، اصول، عناصر پایه و لامپ ها)                                        | بهرام رزمپوش                                                                      | هشتمین             |
| موتورهای درونسوز (موتورهای احتراق ـ داخلی)                                                      | مصطفی میرسلیم                                                                     | هشتمین             |
| بتن شناسی (خواص بتن)                                                                            | ا. م. نویل                                                                        | هشتمین             |
| شعله و احتراق                                                                                   | ج. ا. بارنارد، ج. ن. برادلی                                                       | هشتمین             |
| آئینه جام (شرح مشکلات دیوان حافظ)                                                               | عباس زرین خویی                                                                    | هشتمین             |
| فرائد السلوک                                                                                    | عبدالوهاب نورانی وصال غلامرضا افراسیابی                                           | هشتمین             |
| سرود سپیده                                                                                      | حمید سبزواری                                                                      | هشتمین             |
| الأغانی (برگزیده) (جلد 1 و 2) دو نسخه                                                           | ابو الفرج اصفهانی                                                                 | هشتمین             |
| نمونه های نخستین انسان و نخستین شهریار در تاریخ افسانه ای ایرانیان (جلد دوم)                    | آرتور کریستین                                                                     | هشتمین             |
| تاریخ مؤسسات تمدنی جدید در ایران (جلد سوم)                                                      | حسین محبوبی اردکانی                                                               | هشتمین             |
| نقد و تصحیح متون                                                                                | نجیب مایل هروی                                                                    | نهمین(1370)        |
| دائرةالمعارف بزرگ اسلامی (جلد 1 تا 3 و 9 تا12)                                                  | زیر نظرکاظم بجنوردی                                                               | نهمین              |
| شرح مبسوط منظومه (جلد 1و2و4)                                                                    | درسهای مرتضی مطهری                                                                | نهمین              |
| رساله ابی غالب الزراری                                                                          | زراری، غضائری و حسینی                                                             | نهمین              |
| الأسیر فی الاسلام                                                                               | علی احمدی میانجی                                                                  | نهمین              |
| آگاهی و جامعه                                                                                   | ه. استیوارت هیوز                                                                  | نهمین              |
| نهادهای روابط بین‌الملل                                                                          | کلود آلبرکلیییار                                                                  | نهمین              |
| تحلیلی از دیدگاه های فلسفی فیزیکدانان معاصر                                                     | مهدی گلشنی                                                                        | نهمین              |
| زمین شناسی فیریکی                                                                               | لیت، جودسن، کافمن                                                                 | نهمین              |
| فیزیولوژی گیاهی (جلد 1 و 3)                                                                     | حسن ابراهیم زاده                                                                  | نهمین              |
|                                                                                                 |                                                                                   |                    |
| میکروب شناسی مقدماتی                                                                            | ژولیا لوی، ژاک کمبل، هنری بلک برن                                                 | نهمین              |
| فن آسیب شناسی و روش های رنگ آمیزی                                                               | مسلم بهادری                                                                       | نهمین              |
| اطلاعات و کاربرد بالینی داروهای ژنریک ایران                                                     | رضا ابو فاضلی و دیگران                                                            | نهمین              |
| متالوژی مکانیکی                                                                                 | جورج ای. دیتر                                                                     | نهمین              |
| روش های کامپیوتری تحلیل و طرح مدار                                                              | ج. ولش، ک. سینگهال                                                                | نهمین              |
| طرح، آنالیز و اجرای سازه های توریسنگی (کابیون)                                                  | محمد جوان، مهدی فرشاد، ناصر طالب بیدختی، پرهام جواهری                             | نهمین              |
| دینامیک سازه ها (جلد 1)                                                                         | ری کلاف جوزف پنزین                                                                | نهمین              |
| مبانی علمی پرورش درختان میوه                                                                    | عباسعلی منیعی                                                                     | نهمین              |
| آب زیرزمینی و نشت                                                                               | میلتون ادوارد هار                                                                 | نهمین              |
| سرزمین ما ایران                                                                                 | نصرالله کسرائیان،                                                                 | نهمین              |
| تاریخ جامع موسیقی                                                                               | الک رابرتسون، دنیس استیونس                                                        | نهمین              |
| مقالات شمس تبریزی                                                                               | شمس الدین محمد تبریزی                                                             | نهمین              |
| انداید                                                                                          |                                                                                   | نهمین              |
| جغرافیای سیاسی خاورمیانه و شمال آفریقا                                                          | آلاسدیر در ایسدل، جرالداچ. بلیک                                                   | نهمین              |
| فهرست موضوعی نسخه های خطی عربی کتابخانه های جمهوری اسلامی ...                                   | محمد باقر حجتی                                                                    | دهم(1371)          |
| تاریخ مجلات کودکان                                                                              | گرد آوری و تدوین منصور حسین زاده                                                  | دهم                |
| بحث در مابعدالطبیعه                                                                             | ژان وال                                                                           | دهم                |
| شناخت شناسی در قرآن                                                                             | جوادی آملی                                                                        | دهم                |
| نهایه الحکمه                                                                                    | محمد حسسین طباطبائی                                                               | دهم                |
| روانشناسی مرضی تحولی از کودکی تا نوجوانی                                                        | پریرخ دادستان                                                                     | دهم                |
| التمهید فی علوم القرآن (6 جلد)                                                                  | محمد هادی معرفت                                                                   | دهم                |
| الصحیح من سیره النبی الاعظم (ص)                                                                 | جعفر مرتضی العاملی                                                                | دهم                |
| قاموس الرجال (8 جلد)                                                                            | محمد تقی التستری                                                                  | دهم                |
| آمار توصیفی                                                                                     | ژرارد کالت                                                                        | دهم                |
| اصول سیاست خارجی و سیاست بین‌الملل                                                               | عبدالعلی قوام                                                                     | دهم                |
| اصول حسابداری                                                                                   | مصطفی علی مدد؛ نظام الدین ملک آرایی                                               | دهم                |
| تاریخ مختصر زبان شناسی                                                                          | آر. اچ. روبینز                                                                    | دهم                |
| زبان شناسی مقابله ای و تجزیه و تحلیل خطاها                                                      | محمد فلاحی                                                                        | دهم                |
| حساب دیفرانسیل و انتگرال و هندسه تحلیلی                                                         | جورج توماس، راس فینی                                                              | دهم                |
| فیزیک برای رشته های فنی                                                                         | فردریک بیوکی                                                                      | دهم                |
| مبانی شیمی تجزیه (جلد 1)                                                                        | اسکوک، وست                                                                        | دهم                |
|                                                                                                 |                                                                                   |                    |
| تاریخ زمین لرزه های ایران                                                                       | ن. ن. آمبرسز، چ. پ. ملویل                                                         | دهم                |
| کتاب الصیدنه فی الطب                                                                            | ابو ریحان بیرونی                                                                  | دهم                |
| ژئو تکنیک                                                                                       | ا. رابر تس                                                                        | دهم                |
| اصلاح نباتات زراعی                                                                              | بهمن یزدی صمدی ، سیروس عبد میشانی                                                 | دهم                |
| تئوری بنیادی موسیقی                                                                             | پرویز منصوری                                                                      | دهم                |
| ساختار و تأویل متن (جلد 1 و 2)                                                                  | بابک احمدی                                                                        | دهم                |
| نفحات الانس من حضرات القدس                                                                      | نورالدین عبدالرحمن جامی                                                           | دهم                |
| روش های پژوهش در تاریخ (جلد 2 و 4) ج2 دون                                                       | شارل ساماران باهمکاری گروه مؤلفان                                                 | دهم                |
| کارتوگرافی                                                                                      | جعفر مقیمی، مجید همراه                                                            | دهم                |
| ژئو مرفولژی                                                                                     | روژه کک                                                                           | دهم                |
| رده بندی PIR زبان ها و ادبیات ایرانی                                                            | ماندانا صدیق بهزادی                                                               | یازدهم(1372)       |
| فرهنگ معاصر انگلیسی ـ فارسی                                                                     | محمد رضا باطنی                                                                    | یازدهم             |
| عیون مسائل النفس                                                                                | حسن حسن زاده آملی                                                                 | یازدهم             |
| تفسیر راهنما (14 جلد) 1و6و9و10تا13، 15تا20                                                      | اکبر هاشمی رفسنجانی                                                               | یازدهم             |
| الجمل و النصره لسید العتره فی حرب البصره                                                        | ابو عبدالله محمد بن محمد بن نعمان(شیخ مفید)                                       | یازدهم             |
| منتهی المطلب فی تحقیق المذهب                                                                    | علامهٔ حلّی                                                                         | یازدهم             |
| نقطه های آغاز در اخلاق عملی                                                                     | محمد رضا مهدوی کنی                                                                | یازدهم             |
| کوچ نشینی در شمال خراسان                                                                        | محمد حسین پاپلی یزدی                                                              | یازدهم             |
| اصول حسابداری 3 (جلد 1 تا 3)                                                                    | فس و نیس ونگر                                                                     | یازدهم             |
| بوزجانی نامه (زندگی و آثار ابوالفا بوزجانی)                                                     | ابو لقاسم قربانی، محمدعلی شیخان                                                   | یازدهم             |
| اصول ژئوشیمی (جلد 1)                                                                            | برایان میسون و کارلتون ب. مُر                                                      | یازدهم             |
| مهندسی محیط زیست (جلد 1 و 2)                                                                    | مجید عباس پور                                                                     | یازدهم             |
| فیزیولوژی انسانی (جلد 1 و 3)                                                                    | حسین سندگل                                                                        | یازدهم             |
| استخوان شناسی                                                                                   | حسین حکمت ، فاطمهٔ فدائی محسن نوروزیان                                             | یازدهم             |
| کانه آرائی                                                                                      | حسین نعمت اللهی                                                                   | یازدهم             |
| اصول مهندسی و علم مواد                                                                          | لارنس اچ . ون ولک                                                                 | یازدهم             |
| طراحی اجزا ماشین (طراحی در مهندسی مکانیک)                                                       | جوزف ادوارد شیگلی                                                                 | یازدهم             |
| علم و هنر شبیه سازی سیستم ها                                                                    | رابرت شانون                                                                       | یازدهم             |
| حواصل و بوتیمار                                                                                 | امیرحسن یزدگردی                                                                   | یازدهم             |
| مبانی آب و هواشناسی                                                                             | بهلول علیجانی و محمدرضا کاویانی                                                   | یازدهم             |
| اصول حسابداری 2 (جلد 1 و 2)                                                                     | یحیی حساس یگانه                                                                   | یازدهم             |
| فهرستگان کشاورزی ایران (جلد 1 و 2) جلد دو 2 نسخه                                                | زیر نظر نسرین دخت عماد خراسانی                                                    | دوازدهم(1373)      |
|                                                                                                 |                                                                                   |                    |
| مروری بر اطلاعات و اطلاع رسانی                                                                  | عباس حرّی                                                                          | دوازدهم            |
| نفحات الازهار فی خلاصه عبقات الانوار                                                            | علی حسینی میلانی                                                                  | دوازدهم            |
| غایه المراد فی شرح نکت الارشاد و حاشیه الارشاد                                                  | شهید اول                                                                          | دوازدهم            |
| شرح منازل السائرین                                                                              | محسن بیدارفر                                                                      | دوازدهم            |
| نخبگان سیاسی ایران از انقلاب مشروطیت تا انقلاب اسلامی                                           | زهرا شجیعی                                                                        | دوازدهم            |
| آمار ناپارامتری کاربردی                                                                         | کنوور                                                                             | دوازدهم            |
| توسعه و ترویج روستائی                                                                           | اسماعیل شهبازی                                                                    | دوازدهم            |
| روابط بین‌الملل در تئوری و در عمل                                                                | علی اصغر کاظمی                                                                    | دوازدهم            |
| فرهنگ مشتقات مصادر فارسی (جلد 1تا 4 و 11 و 12) جلدهای 1 و 12 دو نسخه                            | کامیاب خلیلی                                                                      | دوازدهم            |
| جبر خطی                                                                                         | سرژ لانگ                                                                          | دوازدهم            |
| فیزیک گرما                                                                                      | فیلیپ ام . مورس                                                                   | دوازدهم            |
| شیمی معدنی (اصول ساختار و واکنش پذیری)                                                          | جیمز هیویی                                                                        | دوازدهم            |
| مبانی زمین شناسی                                                                                | ا.جی.تاربوک و ف. ک. لوتگن                                                         | دوازدهم            |
| تاریخ دامپزشکی و پزشکی ایران باستان (جلد 1)                                                     | حسن تاج بخش                                                                       | دوازدهم            |
| بیوتکنولوژی مولکولی                                                                             | سیدنی پرایمرز                                                                     | دوازدهم            |
| فرایندهای سینتیکی در مهندسی مواد و متالورژی                                                     | خطیب الاسلام صدرنژاد                                                              | دوازدهم            |
| الکترونیک صنعتی                                                                                 | سیریل لندر                                                                        | دوازدهم            |
| طرح ریزی واحدهای صنعتی                                                                          | جمیز م. اَپل                                                                       | دوازدهم            |
| تولید مثل درگاو                                                                                 | آ.ر. پیترز-پ. جی. بال                                                             | دوازدهم            |
| اصول و مبانی هنرهای تجسمی (جلد اول)                                                             | محمد حسین حلیمی                                                                   | دوازدهم            |
| فیزیولوژی ورزش (2 جلد)                                                                          | فاکس و ماتیوس                                                                     | دوازدهم            |
| حدیث عشق در شرق                                                                                 | ژان کلود واده                                                                     | دوازدهم            |
| تاریخ خوی                                                                                       | محمد امین ریاحی                                                                   | دوازدهم            |
| اعراب حدود مرزهای روم شرقی و ایران در سده های چهارم ـ ششم میلادی                                | ن. و .پیگلو لوسکایا                                                               | دوازدهم            |
| دائرةالمعارف تشیع (4 جلد)                                                                       | گروهی از علمای حوزه های علمیه و دانشگاه ها                                        | سیزدهم(1374)       |
| معاجم حدیث شیعه (بحار الانوار، کتب اربعه، مستدرک الوسائل)                                       | علیرضا برازش                                                                      | سیزدهم             |
| المعجم المفهرس لالفاظ احادیث بحارالانوار (جلدهای 1 و 12 و 29)                                   | دفتر تبلیغات اسلامی حوزهٔ علمیه قم                                                 | سیزدهم             |
| ملحقات الاحقاق                                                                                  | شهاب الدین مرعشی نجفی                                                             | سیزدهم             |
|                                                                                                 |                                                                                   |                    |
| فرهنگ یاریگری در ایران                                                                          | مرتضی فرهادی                                                                      | سیزدهم             |
| کورموفیت های ایران (سیستماتیک گیاهی) (4 جلد)                                                    | احمد قهرمان                                                                       | سیزدهم             |
| کروماتوگرافی و طیف سنجی                                                                         | عباس شفیعی                                                                        | سیزدهم             |
| مهندسی فشار قوی‌الکتریکی پیشرفته                                                                 | حسین محسنی                                                                        | سیزدهم             |
| تحلیل سازه ها                                                                                   | محسن تهرانی زاده                                                                  | سیزدهم             |
| رودخانه های ایران (2 جلد)                                                                       | یدالله افشین                                                                      | سیزدهم             |
| تاریخ موسیقی ایران                                                                              | حسن مشحون                                                                         | سیزدهم             |
| نظریه ادبیات                                                                                    | رنه ولک ، آوستن وارن                                                              | سیزدهم             |
| از سعدی تا آراگون (تأثیر ادبیات فارسی در ادبیات فرانسه)                                         | جواد حدیدی                                                                        | سیزدهم             |
| جامع التواریخ (4 جلد)                                                                           | رشیدالدین فضل الله همدانی                                                         | سیزدهم             |
| دیدگاه های نو در جغرافیای شهری (جلد 1)                                                          | حسین شکویی                                                                        | سیزدهم             |
| ردهٔ PJA ادبیات عربی                                                                             | باسمهٔ رضایی                                                                       | چهاردهم(1375)      |
| فرهنگنامه قرآنی (4 جلد)                                                                         | گروه فرهنگ و ادب بنیاد پژوهشهای اسلامی(زیر نظارت دکتر جعفر یاحقی)                 | چهاردهم            |
| نامه ها و پیمان های سیاسی حضرت محمد (ص) و اسناد صدر اسلام                                       | گردآوری : دکتر محمد حمیدالله                                                      | چهاردهم            |
| منتهی المقال فی احوال الرجال (7 جلد)                                                            | ابو علی الحائری                                                                   | چهاردهم            |
| حقوق اساسی جمهوری اسلامی ایران (2 جلد)                                                          | سید محمد هاشمی                                                                    | چهاردهم            |
| فرهنگ سغدی (سغدی ـ فارسی ـ انگلیسی)                                                             | بدرالزمان قریب                                                                    | چهاردهم            |
| تحقیقی در آثار ریاضی ابوریحان بیرونی (تحریری نوین از بیرونی نامه)                               | ابو القاسم قربانی                                                                 | چهاردهم            |
| فیزیولوژی پرندگان                                                                               | پی. دی. استورکی                                                                   | چهاردهم            |
| بیماری کیست سیستم عصبی به زبان لاتین                                                            | نصرالله عاملی، کاظم عباسیون                                                       | چهاردهم            |
| تغذیه و بهداشت عمومی از دیدگاه اپیدمولوژی و سیاست های پیشگیری (2 جلد)                           | سرژ هرسبرگ ؛ هنری دوپن                                                            | چهاردهم            |
| تحلیل و طراحی آنتن                                                                              | استتزمن و تیل                                                                     | چهاردهم            |
| ترمودینامیک (ویرایش چهارم)                                                                      | جی.پی.هولمن                                                                       | چهاردهم            |
| تغذیه طیور                                                                                      | اس. لیسون جی.دی. سامرز                                                            | چهاردهم            |
| هنرهای ایران                                                                                    | ر. دبلیو.فریه                                                                     | چهاردهم            |
| مبانی تربیت بدنی و ورزش                                                                         | دبورا آ. وُئِست. چارلزآ. بوچر                                                       | چهاردهم            |
| شرح مثنوی معنوی مولوی (شش دفتر)                                                                 | رینولدا الین نیکلسون                                                              | چهاردهم            |
|                                                                                                 |                                                                                   |                    |
| زندگینامه علمی دانشوران (جلد 2 و 3)                                                             | بو دان دو بو الوران، پینل فیلیپ، زیر نظر احمد بیرشک                               | پانزدهم(1376)      |
| منادولوژی                                                                                       | گتفرید ویلهلم لایبنیتس                                                            | پانزدهم            |
| تفسیر نور (جلد اول تا چهارم)                                                                    | محسن قرائتی                                                                       | پانزدهم            |
| سفینه البحار و مدینه الحکم و الاثار (دو جلد)                                                    | شیخ عباس قمی                                                                      | پانزدهم            |
| الحاشیه علی الهیات الشرح الجدید للتجرید                                                         | مقدس اردبیلی                                                                      | پانزدهم            |
| اقتصاد سنجی، ج 1 (جزء اول و دوم)                                                                | مسعود درخشان                                                                      | پانزدهم            |
| دینامیک کلاسیک ذرات و سیستم ها                                                                  | جری ماریون، استیفن تورنتون                                                        | پانزدهم            |
| ایمونولوژی سلولی و مولکولی                                                                      |                                                                                   | پانزدهم            |
| مکانیک سیالات (یک جلد)                                                                          | محمدصادق معیری                                                                    | پانزدهم            |
| فرسایش آبی و کنترل آن                                                                           | حسینقلی رفاهی                                                                     | پانزدهم            |
| بیماری های پوست و ضمائم (جلد 2)                                                                 | مرتضی مقدادی                                                                      | پانزدهم            |
| تاریخ نقد جدید (4 جلد)                                                                          | رنه ولک                                                                           | پانزدهم            |
| مجموعه آثار چخوف (جلد 5)                                                                        | آنتوان چخوف                                                                       | پانزدهم            |
| دین و دولت در ایران عهد مغول (3 جلد)                                                            | شیرین بیانی                                                                       | پانزدهم            |
| تاریخ و عقاید اسماعیلیه                                                                         |                                                                                   | پانزدهم            |
| اطلس تاریخ اسلام                                                                                | حسین مونس                                                                         | پانزدهم            |
| جغرافیا، ترکیبی نو (3 جلد)                                                                      | پیتر هاگت                                                                         | پانزدهم            |
| فرهنگنامه کودکان و نوجوانان (جلد 1 تا 6)                                                        | شورای کتاب کودک                                                                   | شانزدهم(1377)      |
| پایدیا (جلد 1 تا 3)                                                                             | ورنرگر                                                                            | شانزدهم            |
| نهج السعاده فی مستدرک نهج البلاغه (جلد 1 تا 8)                                                  | شیخ محمد باقر محمودی                                                              | شانزدهم            |
| شرح فصوص الحکم                                                                                  | محمد داود قیصری رومی                                                              | شانزدهم            |
| طرح های آماری در پژوهش های کشاورزی                                                              | بهمن یزدی صمدی، عبدالمجید رضایی، مصطفی ولی زاده                                   | شانزدهم            |
| کنترل بیولوژیکی عوامل بیماری زای گیاهی خاکزاد                                                   | دی. هورن بای                                                                      | شانزدهم            |
| بیماری های قابل انتقال بین انسان و حیوان (جلد 1 تا 6)                                           | جیمز اچ. استیل                                                                    | شانزدهم            |
| کتاب موسیقی کبیر                                                                                | ابونصر فارابی                                                                     | شانزدهم            |
| تاریخ ادبیات ایران پیش از اسلام                                                                 | احمد تفضلی و به کوشش ژاله آموزگار                                                 | شانزدهم            |
| دیوان حافظ (جلد 1 و 2)                                                                          |                                                                                   | شانزدهم            |
| دانشنامه جهان اسلام (جلد 1 تا 6)                                                                | بنیاد دائرةالمعارف اسلامی                                                         | هفدهم(1378)        |
| ماجرای فکر فلسفی در جهان اسلام (جلد 2 و 3)                                                      | غلامحسین ابراهیمی دینانی                                                          | هفدهم              |
| موسوعه طبقات الفقهاء (11 جلد)                                                                   | جعفر سبحانی                                                                       | هفدهم              |
|                                                                                                 |                                                                                   |                    |
| فرهنگ فارسی امروز (2 جلد)                                                                       | غلامحسین صدری افشار ، نسرین حکمی، نسترن حکمی                                      | هفدهم              |
| مدخل الی تعلم المکالمه العربیه (جلد 1 تا 5)                                                     | محمد حیدری، علی حیدری                                                             | هفدهم              |
| شیمی دارویی (جلد 1 و 2)                                                                         | آندروجوس کورولکواس                                                                | هفدهم              |
| ترویج و آموزش کشاورزی و منابع طبیعی (جلد 1 و 2)                                                 | ایرج ملک محمدی                                                                    | هفدهم              |
| گنجنامه (فرهنگ آثار معماری اسلامی ایران) (جلد 1 تا 4)                                           | کامبیز حاجی قاسمی                                                                 | هفدهم              |
| بصیرت سایه ها و تاملاتی در مساله هنر                                                            | رضا صفریان                                                                        | هفدهم              |
| تغییر رفتار و رفتار درمانی: نظریه ها و روش ها                                                   | علی اکبر سیف                                                                      | هفدهم              |
| مجموعه آثار ارسطو: مابعد الطبیعه (متافیزیک)، سماع طبیعی ...(جلد 1 و 2)                          | ارسطو                                                                             | هجدهم(1379)        |
| روانشناسی ژنتیک: تحول روانی از تولد تا پیری                                                     | محمود منصور                                                                       | هجدهم              |
| تحفه الأزهار و زلال الأنهار فی نسب أبناء الأئمه الأطهار (جلد 1 تا 3)                            | ضامن بن شدقم الحسینی المدنی                                                       | هجدهم              |
| نظریه نمونه گیری و کاربردهای آن (جلد 1 و 2)                                                     | علی عمیدی                                                                         | هجدهم              |
| زبان شناسی نظری: پیدایش و تکوین دستور زایشی                                                     | محمد دبیر مقدم                                                                    | هجدهم              |
| زبان های ایرانی                                                                                 | یوسیف میخائیلو ویچ اُرانسکی                                                        | هجدهم              |
| میدان ها و امواج الکترومغناطیسی                                                                 | پ. لورین، د. پ. کورسون، ف. لورین                                                  | هجدهم              |
| پاتولوژی تومورها (4 جلد)                                                                        | پرویز دبیری                                                                       | هجدهم              |
| کنترل خوردگی در صنایع (جلد 1 تا 3)                                                              | محمد سید رضی                                                                      | هجدهم              |
| مکانیک و ترمودینامیک پیشرانش                                                                    | فیلیپ هیل، کارل پیترسون                                                           | هجدهم              |
| جنگ آخر زمان                                                                                    | ماریو بارگاس یو سا                                                                | هجدهم              |
| خواب آشفتهٔ نفت: دکتر مصدق و نهضت ملی ایران (2 جلد)                                              | محمدعلی موحد                                                                      | هجدهم              |
| پایگاه علم جغرافیا در ایران، جلد اول: پایگاه جغرافیای شهری در ایران                             | مصطفی مؤمنی                                                                       | هجدهم              |
| فیزیک پزشکی (2 جلد)                                                                             | جان آر. کمرون ، جیمز گاست اسکوفرو نیک                                             | هجدهم              |
| در آسمان (جلد 1 و 2)                                                                            | ارسطو                                                                             | نوزدهم(1380)       |
| القرآن الکریم و روایات المدرستین (جلد 1 تا 3)                                                   | مرتضی عسگری                                                                       | نوزدهم             |
| المعجم فی فقه لغه القرآن و سر بلاغته (جلد 1 و 4)                                                | محمد واعظ زاده الخراسانی                                                          | نوزدهم             |
| الموسوعه الفقهیه المیسره ویلیها الملحق الأصولی و ... (جلد 1 و 2) (جلد 1 دو نسخه)                | محمد علی الأنصاری(خلیفهٔ شوشتری)                                                   | نوزدهم             |
|                                                                                                 |                                                                                   |                    |
| پول و بانکداری اسلامی و مقایسه آن با نظام سرمایه داری                                           | ایرج توتونچیان                                                                    | نوزدهم             |
| حقوق مدنی: نظریه عمومی تعهدات                                                                   | ناصر کاتوزیان                                                                     | نوزدهم             |
| فرهنگ فارسی عامیانه (جلد 1 و 2)                                                                 | ابوالحسن نجفی                                                                     | نوزدهم             |
| فرهنگ معاصر عربی ـ فارسی بر اساس فرهنگ عربی ـ انگلیسی هانس ور (جلد 1 و 2)                       | آذر تاش آذرنوش                                                                    | نوزدهم             |
| جنگل کاری در خشکبوم                                                                             | محمّد حسین جزیره ای                                                                | نوزدهم             |
| پیوند شعر و موسیقی آوازی                                                                        | حسین دهلوی                                                                        | نوزدهم             |
| جنایت و مکافات                                                                                  | فیودور میخائیلوویچ داستایوسکی                                                     | نوزدهم             |
| آخرین گودال (دو نسخه)                                                                           | لوییس سَکِر                                                                         | نوزدهم             |
| شهربانو                                                                                         | سوزان فیشر استیپلز                                                                | نوزدهم             |
| تاریخ و تمدن بین النهرین (جلد 1 تا 3)                                                           | یوسف مجید زاده                                                                    | نوزدهم             |
| تاریخ نوشته های جغرافیایی در جهان اسلامی                                                        | ایگناتی یو لیانوو یچ کراچکوفسکی                                                   | نوزدهم             |
| تاریخ نگارش های عربی (جلد 1 و 4)                                                                | فؤاد سزگین                                                                        | بیستم(1381)        |
| روانشناسی فیزیولوژیک                                                                            | محمد کریم خدا پناهی                                                               | بیستم              |
| رسائل الشهید الثانی (جلد 1 و 2)                                                                 | زین الدّین بن علی عاملی مشهور به شهید ثانی                                         | بیستم              |
| واره: نوعی تعاونی سنتی کهن و زنانه در ایران ... (دو نسخه)                                       | مرتضی فرهادی                                                                      | بیستم              |
| فرهنگ معاصر هزاره انگلیسی ـ فارسی (جلد 1 و 2)                                                   | علی محمد حق شناس، حسین سامعی، نرگس انتخابی                                        | بیستم              |
| فیزیک جدید                                                                                      | کِنت اس. کرین                                                                      | بیستم              |
| بیماری های باکتریایی دام                                                                        | عبدالمحمد حسنی طباطبائی، رؤ یا فیروزی                                             | بیستم              |
| مفاهیم بنیادی پایگاه داده ها                                                                    | محمد تقی روحانی رانکوهی                                                           | بیستم              |
| هندسه و تزیین در معماری اسلامی (طومار توپقایی)                                                  | گل رو نجیب اوغلو                                                                  | بیستم              |
| چراغ ها را من خاموش می کنم                                                                      | زویا پیرزاد                                                                       | بیستم              |
| حادثه در بامداد                                                                                 | منوچهر آتشی                                                                       | بیستم              |
| چهره مرد هنرمند در جوانی                                                                        | جیمز جویس                                                                         | بیستم              |
| الآثار الباقیه عن القرون الحالیه                                                                | ابوریحان محمّد بن احمد بیرونی                                                      | بیستم              |
| شناخت شناسی و مبانی جغرافیای انسانی                                                             | یدالله فرید                                                                       | بیستم              |
| آسایش در پناه باد                                                                               | محمود رازجویان                                                                    | بیستم              |
| فهرستواره کتاب های فارسی (ج 1 تا 8)                                                             | احمد منزوی                                                                        | بیست و یکم(1382)   |
| فرهنگ آثار (معرفی آثار مکتوب ملل جهان از آغاز تا امروز)                                         | تحت نظر هیئت علمی:اسماعیل سعادت احمد سمیعی(گیلانی)، رضا سیّد حسینی، ابوالحسن نجفی، | بیست و یکم         |
|                                                                                                 |                                                                                   |                    |
| وحدت وجود به روایت ابن عربی و مایستر اکهارت                                                     | قاسم کا کایی                                                                      | بیست و یکم         |
| دو مجدد (پژوهش هایی درباره محمد غزالی و فخررازی)                                                | نصرالله پور جوادی                                                                 | بیست و یکم         |
| تاریخ جنون                                                                                      | میشل فوکو                                                                         | بیست و یکم         |
| منطق موجهات                                                                                     | ضیاء موحّد                                                                         | بیست و یکم         |
| آرای دانشمندان مسلمان در تعلیم و تربیت و مبانی آن (جلد 3 و 4)                                   | بهروز رفیعی                                                                       | بیست و یکم         |
| موسوعه الفقه الاسلامی طبقاً لمذهب اهل البیت علیهم السلام (جلد 1 و 8) 1 و 2 و 6 و 7 دو نسخه       | مؤسسه دائرهٔ المعارف الفقه اسلامی                                                  | بیست و یکم         |
| دانشنامه امام علی علیه السلام (جلد 1 تا 4)                                                      | علی اکبر رشاد                                                                     | بیست و یکم         |
| حقوق و وظایف شهروندان و دولتمردان                                                               | سیّد جواد وَرَعی                                                                     | بیست و یکم         |
| آزادی، عقل و ایمان پژوهشی انتقادی در مبانی کلامی، فقهی و حقوقی، آزادی عقیده                     | محمد سروش                                                                         | بیست و یکم         |
| ربا (پیشینه تاریخی ربا، ربا در قرآن و سنت، انواع ربا و فرار از ربا)                             | بخش فرهنگی جامعهٔ مدرسین حوزهٔ علمیهٔ قم                                             | بیست و یکم         |
| فرهنگ بزرگ سخن (جلد 1 تا 8)                                                                     | حسن انواری                                                                        | بیست و یکم         |
| فرهنگ کشاورزی و منابع طبیعی                                                                     | گروه علوم کشاورزی فرهنگستان علوم جمهوری اسلامی ایران                              | بیست و یکم         |
| شیشه: ساختار، خواص و کاربرد                                                                     | واهاک مارقوسیان                                                                   | بیست و یکم         |
| روانشناسی درد، رویکردهای کنترل و درمان                                                          | رابرت ج. گچل؛ دنیس سی. ترک                                                        | بیست و یکم         |
| روش نوین مبانی اجرای موسیقی                                                                     | شریف لطفی                                                                         | بیست و یکم         |
| دیوان ظهیرالدین فاریابی                                                                         |                                                                                   | بیست و یکم         |
| آشنایی با صنعت چاپ                                                                              | اسماعیل دمیرچی                                                                    | بیست و یکم         |
| فهرست دست نویس های فارسی در کتابخانه ملی اتریش                                                  | ایرج افشار                                                                        | بیست و دوم(1383)   |
| مطبوعات کتابگزار: تاریخ نشریه های ادواری حوزه کتاب در ایران (جلد 1 و 2)                         | سید فرید قاسمی                                                                    | بیست و دوم         |
| شرح و تعلیقهٔ صدرالمتالهین بر الهیات شفا (جلد 1 و 2)                                             | صدرالدین محمد شیرازی(ملاصدرا)                                                     | بیست و دوم         |
| فلسفه تحلیلی: مسائل و چشم اندازها                                                               | علی پایا                                                                          | بیست و دوم         |
| سلامه القرآن من التحریف و تفنید الافتراءات علی الشیعه الامامیه                                  | فتح الله محمدی (نجار زادگان)                                                      | بیست و دوم         |
| لله و للحقیقه: رد علی کتاب "لله ثم للتاریخ"                                                     | علی آل محسن                                                                       | بیست و دوم         |
|                                                                                                 |                                                                                   |                    |
| تاریخ طب و طبابت در ایران (از عهد قاجار تا پایان عصر رضاشاه) (جلد 1 و 2)                        | به روایت محسن روستایی                                                             | بیست و دوم         |
| جراحی دهان و فک و صورت                                                                          |                                                                                   | بیست و دوم         |
| جنگل شناسی زاگرس                                                                                | محمد حسین جزیره ای، مرتضی ابراهیمی رستاقی                                         | بیست و دوم         |
| منظر، الگو، ادراک و فرایند                                                                      | سایمون بل                                                                         | بیست و دوم         |
| مدیریت معاصر در ورزش                                                                            | ژانت بی. پارکز، بیورلی، آر.کی.زنگر، جروم کوارترمن،                                | بیست و دوم         |
| خاطرات پس از مرگ براس کوباس                                                                     | ماشادو دِ آسیس                                                                     | بیست و دوم         |
| روانکاو و داستان های دیگر                                                                       | ماشادو دِ آسیس                                                                     | بیست و دوم         |
| سیری در جهان کافکا                                                                              | سیاوش جمادی                                                                       | بیست و دوم         |
| تاریخ و فرهنگ ایران در دوران انتقال از عصر ساسانی به عصر اسلامی                                 | محمد محمدی ملایری                                                                 | بیست و دوم         |
| دفتر عقل و آیت عشق (جلد سوم)                                                                    | غلامحسین ابراهیمی دینانی                                                          | بیست و سوم(1384)   |
| ایساغوجی (دو جلد)                                                                               | فرفوریوس                                                                          | بیست و سوم         |
| تسنیم (تفسیر قرآن کریم) (ج 1 تا 7)                                                              | جوادی آملی                                                                        | بیست و سوم         |
| بررسی تاریخی قصص قرآن (ج 1 تا 4)                                                                | محمّد بیّومی                                                                        | بیست و سوم         |
| راهنمای زبان های ایرانی (ج 1 و 2)                                                               | رودیگر اشمیت                                                                      | بیست و سوم         |
| نحو هندی و نحو عربی                                                                             | فتح الله مجتبائی                                                                  | بیست و سوم         |
| منطق ریاضی (4 نسخه)                                                                             | محمد اردشیر                                                                       | بیست و سوم         |
| فیزیولوژی برن و لوی                                                                             | رابرت برن و دیگران                                                                | بیست و سوم         |
| زیست فراهمی مواد مغذی در حیوانات، اسیدهای آمینه، مواد معدنی و ویتانین ها                        | کلارنس بی آمرمان، دیوید اچ بیکر، اوستین جی. لویس،                                 | بیست و سوم         |
| کشف المحجوب                                                                                     | علی بن عثمان هجویری،                                                              | بیست و سوم         |
| تاریخ ایوبیان (ج 1 تا 5)                                                                        | جمال الدین محمّد بن سالم بن واصل                                                   | بیست و سوم         |
| اصطلاحنامه پزشکی فارسی (ج 1 و 2)                                                                | فاطمه رها دوست، مریم کازرانی، میر مهدی ابراهیم پور                                | بیست و چهارم(1385) |
| دانشنامه زیبایی شناسی                                                                           | منوچهر صانعی دره بیدی                                                             | بیست و چهارم       |
| فهرست نسخه های خطی مرکز دائرةالمعارف بزرگ اسلامی                                                | احمد منزوی                                                                        | بیست و چهارم       |
| درخشش ابن رشد در حکمت مشاء (2 نسخه)                                                             | غلامحسین ابراهیمی دینانی                                                          | بیست و چهارم       |
| هوسرل در متن آثارش                                                                              | عبدالکریم رشیدیان                                                                 | بیست و چهارم       |
| اعتراضات و پاسخ ها                                                                              | رنه دکارت                                                                         | بیست و چهارم       |
|                                                                                                 |                                                                                   |                    |
| دائرةالمعارف قرآن کریم (ج 1 تا 5)                                                               | مرکز فرهنگ و معارف قران                                                           | بیست و چهارم       |
| جواهر الکلام                                                                                    | شیخ محمد حسن نجفی                                                                 | بیست و چهارم       |
| معرفت شناسی اجتماعی: طرح و نقد مکتب ادینبورا                                                    | سعید زیبا کلام                                                                    | بیست و چهارم       |
| مبانی تفکرات اقتصادی و توسعه ژاپن ، تداوم و تغییر (ج 1 و 2 دو نسخه)                             | محمد نقی زاده                                                                     | بیست و چهارم       |
| دانشنامه حقوق خصوصی (ج 1 تا 3)                                                                  | مسعود انصاری و محمد علی طاهری                                                     | بیست و چهارم       |
| فلسفه حسابرسی                                                                                   | یحیی حساس یگانه                                                                   | بیست و چهارم       |
| روایت آذرفرنبغ فرخزادان                                                                         |                                                                                   | بیست و چهارم       |
| مرجع کامل مبانی وسایل و روشهای آماده سازی کانال دندان                                           | آرش شهروان، حسام رحیمی، محمد جعفر اقبال، امین رضا موحدیان، سعید مرادی             | بیست و چهارم       |
| تاریخ مصور پزشکی جهان                                                                           | ولی الله محرابی                                                                   | بیست و چهارم       |
| معرفی برخی گونه های مهم مرتعی مناسب برای توسعه و ...                                            | جواد مقیمی                                                                        | بیست و چهارم       |
| صدا و بیان برای بازیگر                                                                          | داود دانشور                                                                       | بیست و چهارم       |
| طراحان چگونه می اندیشند                                                                         | برایان لاوسن                                                                      | بیست و چهارم       |
| جواهرالاسرار و زواهرالانوار (ج 1 تا 4)                                                          | کمال الدین حسین بن حسن خوارزمی                                                    | بیست و چهارم       |
| اندکی سایه                                                                                      | احمد بیگدلی                                                                       | بیست و چهارم       |
| یونانیان و بربرها: روی دیگر تاریخ (ج 1 تا 14)                                                   | امیر مهدی بدیع                                                                    | بیست و چهارم       |
| دائرةالمعارف کتابداری و اطلاع رسانی (ج 1 و 2)                                                   | گروهی از مؤلفان                                                                   | بیست و پنجم(1386)  |
| فرهنگ تاریخ اعلام اسلام (ج 1 و 2)                                                               | غلامرضا تهامی                                                                     | بیست و پنجم        |
| فرهنگ تاریخ اندیشه ها (ج 1 تا 3)                                                                | گروهی از مؤلفان                                                                   | بیست و پنجم        |
| فلسفه اخلاق در تفکر غرب از دیدگاه السدیر                                                        | حمید شهریاری                                                                      | بیست و پنجم        |
| زمینه و زمانهٔ پدیدارشناسی                                                                       | سیاوش جمادی                                                                       | بیست و پنجم        |
| زیبایی شناسی و ذهنیت از کانت تا نیچه                                                            | آندرو بووی                                                                        | بیست و پنجم        |
| رسائل الشجره الالهیه فی علوم الحقائق الربانیه (ج 1 تا 3)                                        | نجفقلی حبیبی                                                                      | بیست و پنجم        |
| تفسیر قرآن مجید برگرفته از آثار امام خمینی (ره) (ج 1 تا 5)                                      | محمد علی ایازی                                                                    | بیست و پنجم        |
| دائرةالمعارف فقه مقارن (2 نسخه)                                                                 | مکارم شیرازی با همکاری جمعی از اساتید و محققان حوزه علمیه قم                      | بیست و پنجم        |
| دانشنامه عقاید اسلامی (ج 1 تا 7)                                                                | محمد ری شهری                                                                      | بیست و پنجم        |
| قرآن و کتاب مقدس، درون مایه های مشترک                                                           | دنیز مانسون                                                                       | بیست و پنجم        |
|                                                                                                 |                                                                                   |                    |
| آشنایی با زبان لاتینی و کاربرد گیاه شناسی آن                                                    | موسی ایرانشهر                                                                     | بیست و پنجم        |
| معاینه بالینی دام های مزرعه                                                                     | پیتر جکسون، پیتر کاک گرافت                                                        | بیست و پنجم        |
| تهویه و سرمایش طبیعی در ساختمان های سنتی ایران                                                  | مهدی بهادری نژاد و محمود یعقوبی                                                   | بیست و پنجم        |
| مهندسی تولید و فناوری (ج 1 و 2)                                                                 | سروپ کالپاکجیان، استیون اشمید                                                     | بیست و پنجم        |
| سازه های بتون آرمه (ج 1 و 2)                                                                    | داود مستوفی نژاد                                                                  | بیست و پنجم        |
| مصالح ساختمانی                                                                                  | حسن رحیمی                                                                         | بیست و پنجم        |
| زعفران ایران با نگاه پژوهشی                                                                     | حسن ابراهیمی زاده                                                                 | بیست و پنجم        |
| ریشه های رمانتیسم                                                                               | آیزایا برلین                                                                      | بیست و پنجم        |
| استاتیک کاربردی برای دانشجویان رشته های معماری                                                  | محمود گلابچی                                                                      | بیست و پنجم        |
| از این باغ شرقی (نظریه های نقد شعر کودک و نوجوان)                                               | پروین سلاجقه                                                                      | بیست و پنجم        |
| صهبای خرد                                                                                       | مهدی امین رضوی                                                                    | بیست و پنجم        |
| تاریخ برمکیان (2 نسخه)                                                                          | صادق سجادی                                                                        | بیست و پنجم        |
| قلمرو فلسفه جغرافیا                                                                             | احمد پوراحمد                                                                      | بیست و پنجم        |
| اطلس مناطق حفاظت شده ایران                                                                      | علی اصغر درویش صفت                                                                | بیست و پنجم        |
| توسعه پایدار "اقتصاد و سازوکارها"                                                               | پی نین تی کریشنا رائو                                                             | بیست و پنجم        |
| نصیرالدین طوسی فیلسوف گفتگو                                                                     | غلامحسین ابراهیمی دینانی                                                          | بیست و ششم(1387)   |
| بررسی انتقادی و تطبیقی فلسفهٔ نظری کانت                                                          | حسین غفاری                                                                        | بیست و ششم         |
| مسند الامام امیرالمؤمنین ابی الحسین علیّ بن ابیطالب                                              | عزیزالله عطاردی                                                                   | بیست و ششم         |
| نهج البلاغه                                                                                     | محمدمهدی جعفری                                                                    | بیست و ششم         |
| دانشنامهٔ اساطیر جهان                                                                            | رکس وارنر                                                                         | بیست و ششم         |
| نظریهٔ احتمال                                                                                    | عین اله پاشا                                                                      | بیست و ششم         |
| نظریه های فلسفی احتمال                                                                          | دانلد گیلیز                                                                       | بیست و ششم         |
| نظریه های مالی نوین                                                                             | رابرت هاگن                                                                        | بیست و ششم         |
| خطوط انتقال فعال در مخابرات الکترونیکی                                                          | عبدالعلی عبدی پور، غلامرضا مرادی                                                  | بیست و ششم         |
| معنا در معماری غرب                                                                              | کریستیان نوربرگ شولتس                                                             | بیست و ششم         |
| مقدمه ای بر روایت در ادبیات و سینما                                                             | یاکوب لوته                                                                        | بیست و ششم         |
| قاعده بازی                                                                                      | فیروز زنوزی جلالی                                                                 | بیست و ششم         |
| دستور زبان عشق                                                                                  | قیصر امین پور                                                                     | بیست و ششم         |
| آثار تاریخی ورارود و خوارزم (ج 1 و 2)                                                           | منوچهر ستوده                                                                      | بیست و ششم         |
|                                                                                                 |                                                                                   |                    |
| روم و ایران دو قدرت جهانی در کشاکش و همزیستی                                                    | انگلبرت وینتر، بئاته دیگناس                                                       | بیست و ششم         |
| کتاب های راز (خواندنی های علمی)                                                                 | علاء نوری، علی رحمانی، الهام محسن نیا، مستوره السادات مدرسی                       | بیست و ششم         |
| التفسیرالاثری الجامع                                                                            | محمدهادی معرفت                                                                    | بیست و هفتم(1388)  |
| موسوعه کتاب الله و اهل بیت فی حدیث الثقلین                                                      |                                                                                   | بیست و هفتم        |
| مطارح الانظار تقریر الشیخ الاعظم انصاری                                                         | میزا ابی القاسم نوری طهرانی                                                       | بیست و هفتم        |
| خط امان (پژوهشی در موعود ادیان)                                                                 | محمد امامی کاشانی                                                                 | بیست و هفتم        |
| آرای دانشمندان مسلمان در تعلیم و تربیت و مبانی آن (جلد 3 و 4)                                   | محمد بهشتی                                                                        | بیست و هفتم        |
| مکاتیب الائمه                                                                                   | علی احمد میانجی                                                                   | بیست و هفتم        |
| مبانی رویکرد اجتماعی به حقوق                                                                    | عبدالرضا علیزاده                                                                  | بیست و هفتم        |
| دادرسی عادلانه: محاکمات کیفری بین‌المللی                                                         | مصطفی فضائلی                                                                      | بیست و هفتم        |
| گِل نبشته های باروی تخت جمشید متن های The , Fort                                                 | عبدالمجید ارفعی                                                                   | بیست و هفتم        |
| فرهنگ معاصر فارسی- عربی                                                                         | عنایت الله فاتحی نژاد                                                             | بیست و هفتم        |
| تاریخ زبان شناسی (بخشی از کتاب زبان شناسی در غرب                                                | پیتر آ. ام. سورن                                                                  | بیست و هفتم        |
| فرهنگ اصلاحات انگلیسی - فارسی                                                                   | محمدرضا باطنی،...                                                                 | بیست و هفتم        |
| زمین شناسی ساختاری                                                                              | حسین معماریان                                                                     | بیست و هفتم        |
| سلول های بنیادی                                                                                 | حسین بهاروند                                                                      | بیست و هفتم        |
| بیماری های کلیه در کودکان                                                                       | علی احمد زاده                                                                     | بیست و هفتم        |
| تجزیه جایگاه های ژنی صفات کمی در حیوانات                                                        | جی. آی. موز                                                                       | بیست و هفتم        |
| متالوژی جوشکاری و جوش پذیری فولادهای زنگ نزن                                                    | جان دامیاد کوتگی                                                                  | بیست و هفتم        |
| درآمدی بر نظریه های برنامه ریزی با تأکید ویژه بربرنامه ریزی شهری                                | زهره عبدی دانشپور                                                                 | بیست و هفتم        |
| تکنولوژی مرمت معماری                                                                            | محمد منصور فلامکی                                                                 | بیست و هفتم        |
| تاریخ حفاظت معماری                                                                              | یوکا یوکیلهتو                                                                     | بیست و هفتم        |
| زبان عرفان                                                                                      | علیرضا فولادی                                                                     | بیست و هفتم        |
| تماشاخانهٔ اساطیر اسطوره و کهن نمونه                                                             | نغمه ثمینی                                                                        | بیست و هفتم        |
| در ادبیات نمایشی                                                                                |                                                                                   |                    |
| رؤیا روی رؤیا                                                                                   | ضیاءالدین ترابی                                                                   | بیست و هفتم        |
|                                                                                                 |                                                                                   |                    |
| دا خاطرات سیده زهرا حسینی                                                                       | به اهتمام: سیده اعظم حسینی                                                        | بیست و هفتم        |
| اطلس شیعه                                                                                       | رسول جعفریان                                                                      | بیست و هفتم        |
| شهریاری ایلام                                                                                   | والتر هینتس                                                                       | بیست و هفتم        |
| الیمینی فی اخبار دوله المک یمین الدوله                                                          | محمد بن عبدالجبار العتبی                                                          | بیست و هفتم        |
| ابی القاسم محمود بن ناصر الدوله ابی منصور سبکتکین                                               |                                                                                   |                    |
| رودخانه ها و دشت های سیلابی                                                                     | جان اس. بریج                                                                      | بیست و هفتم        |
| اوهمنشین فرشته ها بود                                                                           | سعیدروح افزا                                                                      | بیست و هفتم        |
| گرگ ها از برف نمی‌ترسند                                                                          | محمدرضا بایرامی                                                                   | بیست و هفتم        |
| فرهنگنامهٔ نام آوران                                                                             | جمعی از نویسندگان                                                                 | بیست و هفتم        |
| مفاهیم پایه در علوم تجربی                                                                       | چ بال و دیگران                                                                    | بیست و هفتم        |
| فهرست نسخه های خطی کتابخانه عمومی آیت اله گلپایگانی                                             | ابوالفضل حافظیان ، علی صدرایی نیا                                                 | بیست و هشتم(1389)  |
| قواعد عقلی در قلمرو روایات                                                                      | جواد خرمیان اصفهانی                                                               | بیست و هشتم        |
| نزهه الابصار و محاسن الآثار                                                                     | علی بن مهدی طبری مامطیری                                                          | بیست و هشتم        |
| انیس المجتهدین                                                                                  | محمدمهدی نراقی                                                                    | بیست و هشتم        |
| فقه و مصلحت                                                                                     | ابوالقاسم علی دوست                                                                | بیست و هشتم        |
| موسوعه الامامه فی نصوص اهل السنه                                                                | سیدشهاب الدین مرعشی نجفی                                                          | بیست و هشتم        |
| مبانی و اصول عرفان نظری                                                                         | سیدیداله یزدان پناه                                                               | بیست و هشتم        |
| ادبیات گنوسی                                                                                    | استورات هالروید                                                                   | بیست و هشتم        |
| دانشنامه کارآفرینی                                                                              | بنیاد دانشنامه نگاری، موسسه کارآقرینی تامین اجتماعی                               | بیست و هشتم        |
| فرهنگ توصیفی گونه های زبانی ایران                                                               | بانو ایران کلباسی                                                                 | بیست و هشتم        |
| فیزیک مفهومی                                                                                    | پل جی. هیوئیت                                                                     | بیست و هشتم        |
| بوم شناسی: مطالعه تجربی توزیع و فراوانی شنایی با کیهان شناسی                                    | چارلز جی. کربز                                                                    | بیست و هشتم        |
| ژنتیک مولکولی پزشکی                                                                             | محمدرضا نوری دلویی                                                                | بیست و هشتم        |
| بهداشت گوشت                                                                                     | جوزف گریسی، دیوید س. کالینز، روبرت هیوی                                           | بیست و هشتم        |
| مکان های عمومی فضاهای شهری                                                                      | متیو کارمونا، تیم هیت، تنراک و استیون تیسدل                                       | بیست و هشتم        |
| فیزیولوژی ورزشی                                                                                 | ویلیام مک آردل، فرانک کچ، ویکتور کچ                                               | بیست و هشتم        |
| تاریخ بیهقی                                                                                     | ابوالفضل محمد بن حسین بیهقی                                                       | بیست و هشتم        |
| ترجمه قرآن کریم                                                                                 |                                                                                   | بیست و هشتم        |
| مجموعه کتاب راوی                                                                                | جعفر شیرعلی نیا، سعید زاهدی                                                       | بیست و هشتم        |
|                                                                                                 |                                                                                   |                    |
| بیولوژی نص: نشانه شناسی و تفسیر قرآن                                                            | علیرضا قائمی نیا                                                                  | بیست و نهم(1390)   |
| فرهنگ قرآن                                                                                      | اکبر هاشمی رفسنجانی و گروه محققان                                                 | بیست و نهم         |
| حقوق قراردادها در فقه امامیه                                                                    | سیدمصطفی محقق داماد، جلیل قنواتی، سیدحسن وحدتی شبیری، ابراهیم عبدی پور فرد        | بیست و نهم         |
| مستند الشیعه فی احکام الشریعه                                                                   |                                                                                   | بیست و نهم         |
| فرهنگ جامع فرق اسلامی                                                                           | حسن خمینی                                                                         | بیست و نهم         |
| عوامل فهم متن                                                                                   | حمیدرضا حسنی                                                                      | بیست و نهم         |
| تجددشناسی و غرب شناسی                                                                           | حسین کچویان                                                                       | بیست و نهم         |
| حریم خصوصی اطلاعات                                                                              | فرید محسنی                                                                        | بیست و نهم         |
| فرهنگ تطبیقی ـ موضوعی زبان ها و گویش های ایرانی نو                                              | محمدحسن دوست                                                                      | بیست و نهم         |
| فرهنگ جامع همه گیرشناسی (اپیدمیولوژی)                                                           | کیومرث ناصری                                                                      | بیست و نهم         |
| تولید و فرآوری گیاهان دارویی                                                                    | رضا امیدبیگی                                                                      | بیست و نهم         |
| از اشارت های دریا                                                                               | حمیدرضا توکلی                                                                     | بیست و نهم         |
| جاده جنگ                                                                                        | منصور انوری                                                                       | بیست و نهم         |
| حق‌السکوت                                                                                        | محمدمهدی سیار                                                                     | بیست و نهم         |
| نبرد سمیرم                                                                                      | کاوه بیات                                                                         | بیست و نهم         |
| فرهنگ و تمدن ایرانی ـ اسلامی دکن در دورهٔ بهمنیان                                                | محسن معصومی                                                                       | بیست و نهم         |
| علل و عوامل جابجایی کانون های تجاری در خلیج فارس                                                | محمدباقر وثوقی                                                                    | بیست و نهم         |
| ترجمه قرآن کریم                                                                                 |                                                                                   | بیست و نهم         |
| ترجمه قرآن کریم                                                                                 |                                                                                   | بیست و نهم         |
| جرعه ای از دریا                                                                                 | موسی شبیری زنجانی                                                                 | سی ام(1391)        |
| واژه و معنای آن از فارسی میانه تا فارسی                                                         | کتایون مزداپور                                                                    | سی ام              |
| سکته مغزی (اصول تشخیص، پیگیری و درمان)                                                          | محمودرضا آذرپژوه                                                                  | سی ام              |
| خشت و خیال: شرح معماری اسلامی ایران                                                             | کامبیز نوایی، کامبیز حاج قاسمی                                                    | سی ام              |
| التعلیقات                                                                                       | ابن سینا                                                                          | سی و یکمین(1392)   |
| شناخت گیاهان دارویی و معطر ایران                                                                | ولی الله مظفریان                                                                  | سی و یکمین         |
| فلور ایران تیره نعناع                                                                           |                                                                                   | سی و یکمین         |
| دیسقوریدس: مبانی پزشکی و کاربرد داروها                                                          |                                                                                   | سی و یکمین         |
| اصول نوین در پروتزهای دندانی ثابت                                                               | استیون اف، روزنستیل و دیگران                                                      | سی و یکمین         |
| دانشنامه تهران بزرگ                                                                             | گروه مؤلفان زیر نظر: کاظم موسوی بجنوردی ویراستار علمی: علی کرم همدانی             | سی و دومین         |
| جامعه‌شناسی تئاتر                                                                                | تألیف: ژان دووینیو ترجمه: جلال ستاری                                              | سی و دومین         |
| گنجینه فرهنگ آثار معماری ایران                                                                  | لیلا پهلوان‌زاده                                                                   | سی و دومین         |
| شرح شوق: شرح و تحلیل اشعار حافظ                                                                 | سعید حمیدیان                                                                      | سی و دومین         |
| معجم الاحادیث المعتبرة                                                                          | محمد آصف محسنی                                                                    | سی و دومین         |